# Chenay, Deux-Sèvres
Chenay är en kommun i departementet Deux-Sèvres i regionen Nouvelle-Aquitaine i västra Frankrike. Kommunen ligger i kantonen Lezay som tillhör arrondissementet Niort. År 2022 hade Chenay 456 invånare.

## Befolkningsutveckling
Antalet invånare i kommunen Chenay
| Referens: INSEE |